# Markul
Markul, pseudonimo di Markas Vadimovič Markulis, nato Mārkas Markūlis (in russo Маркас Вадимович Маркулис?; Riga, 31 marzo 1993), è un rapper lettone naturalizzato russo.

## Biografia
Nato nella capitale lettone, ha trascorso la sua giovane età presso Chabarovsk, per poi trasferirsi con la famiglia a Londra. Ha lanciato la propria carriera musicale nel 2017, pubblicando l'album in studio di debutto Tranzit e una collaborazione con Oxxxymiron, intitolata Fata Morgana. È riuscito a conquistare la svolta commerciale per mezzo del secondo disco Great Depression, uscito l'anno seguente, che ha esordito alla 24ª posizione nella classifica degli album della Lettonia, dove è rimasto per oltre un anno ed è stato uno dei dischi più consumati del 2019. Con il fine di promuovere il progetto l'artista ha dato al via al Before I Disappear Tour, con tappe in 44 città tra Bielorussia, Regno Unito, Russia e Ucraina.
Nel 2021 viene resa disponibile Ja v momente, in collaborazione con Džarachov, che ha valso all'artista la sua prima top twenty nella classifica radiofonica russa e il debutto nella Singlų Top 100 redatta dalla AGATA, nonché una candidatura come canzone dell'anno al Rossijskaja nacional'naja muzykal'naja premija Viktorija. Ha inoltre annunciato il terzo disco Sense of Human, la cui uscita è avvenuta il 15 ottobre del medesimo anno, e il Pressure Tour, che ha tenuto occupato l'interprete dalla stagione autunnale alla primavera del 2022. L'album ha segnato il suo primo ingresso nella Albumų Top 100 lituana.

## Discografia

### Album in studio
- 2017 – Tranzit
- 2018 – Great Depression
- 2021 – Sense of Human
- 2024 – Make Depression Great Again

### EP
- 2017 – Friends & Family (con Obladaet)

### Singoli
- 2017 – Fata Morgana (feat. Oxxxymiron)
- 2018 – Atlantida
- 2018 – Korabli v butylkach
- 2019 – Bol'še bed
- 2019 – Skaly
- 2019 – X-Ray (con Bilnik)
- 2019 – B.I.D
- 2020 – Konfety (feat. Platina)
- 2020 – 2 minuty
- 2020 – Phantom
- 2020 – Trenirovočnyj den' (feat. Kuok)
- 2021 – Bumerang
- 2021 – Noir (con Aarne e The Limba)
- 2021 – Ja v momente (con Džarachov)
- 2021 – Vrednye privyčki
- 2021 – Zima Blue
- 2021 – Syrena
- 2022 – Konečnaja stancija
- 2022 – Strely (con Tosja Čajkina)
- 2022 – Niotkuda
- 2023 – Mjatnyj (con Feduk)
- 2023 – Fakty (con OG Buda)
- 2023 – Zal ožidanija
- 2023 – Nenormal'nyj
- 2024 – Nizkie temperatury
- 2024 – Vetreno/Cholodno
- 2024 – Osadki
- 2025 – Čestnych pravil
- 2025 – Falling in Love

## Tournée
- 2017 – Tranzit Tour
- 2018 – Low Life Tour
- 2018 – Great Depression Tour
- 2019 – Compass Tour
- 2019 – Before I Disappear Tour
- 2021 – Pressure Tour
- 2023 – Currently on Tour
- 2025 – Make Depression Great Again Tour